# Hagazussa - La strega
Hagazussa - La strega (Hagazussa) è un film horror e drammatico austro-tedesco del 2017, diretto e sceneggiato da Lukas Feigelfeld. La parola Hagazussa, che gli dà il titolo, è un termine tedesco arcaico utilizzato per indicare il concetto di "strega". Il film è ambientato nel quindicesimo secolo, in un remoto villaggio fra le Alpi.

## Trama
Il film si divide in quattro atti: Ombre, Corno, Sangue, Fuoco.

### Ombre
Albrun è una bambina che vive insieme a sua madre, allevatrice di capre, in mezzo ad un bosco nei pressi di un villaggio sperduto fra le Alpi. Le due hanno pochissimi contatti con altri esseri umani, e spesso non si tratta di incontri positivi: una notte ad esempio la loro casa è attaccata da uomini che affermano che loro siano streghe e che dovrebbero essere bruciate vive. Nei giorni seguenti, la donna si ammala gravemente: dopo alcuni giorni un medico e una suora cercano di curarla, ma scoprono un terribile sfogo cutaneo che indica loro che la malattia è ormai ad uno stadio troppo avanzato per poter fare qualcosa. Albrun rimane dunque da sola con sua madre, costretta da questo momento in poi a pensare al sostentamento di entrambe. In una notte d'inverno, la donna scappa via dalla casa: Albrun la ritrova cadavere il giorno dopo.

### Corno
15 anni dopo, Albrun vive ancora lì, alleva ancora capre ed è madre di una bambina poco più che neonata, Martha. Le persone continuano a isolarla e considerarla una strega, tranne una: si tratta di Swinda, donna che fa la sua conoscenza allontanando da lei dei ragazzini che la stavano minacciando. Da quel momento, fra le due si crea un rapporto sempre più stretto: Swinda la va a trovare a casa, trascorre del tempo con lei e con Martha e la convince ad andare a parlare col prete del villaggio. Questi le confessa di rispettare chi come lei ha sofferto nella vita ma le consiglia di cercare di legare di più con i suoi concittadini, per evitare che loro sviluppino degli atteggiamenti astiosi e negativi nei suoi confronti e commettano peccati. Dopo averle detto ciò, il prete le regala il teschio di sua madre, presente insieme a quelli di vari altri defunti nella chiesa. Mentre è di ritorno a casa, Albrun percepisce strane voci nel bosco, tra cui quella di sua madre: tali voci non si placano nemmeno mentre lei si masturba. Tornata a casa, la donna pone il teschio sopra dei fiori e cerca di accudire la sua bambina, che tuttavia rifiuta il suo capezzolo per l'allattamento. Dopo aver ottenuto da lei la massima fiducia, Swinda riesce a trascinare Albrun in un'escursione: qui, dopo averle fatto degli strani discorsi, la donna lascia che Albrun venga stuprata da un contadino. Piena di vergogna, Albrun riesce a tornare a casa solo dopo diverso tempo: qui scopre che quasi tutte le sue capre sono state rubate, tranne una che è stata orribilmente uccisa. Accecata dall'odio, Albrun pone un topo morto nel fiume che fa da fonte d'acqua per l'intero villaggio e vi urina dentro, con lo scopo di avvelenare chiunque le abbia fatto del male. Disperata, Albrun trascorre un'intera notte insieme al teschio di sua madre, dicendo parole incomprensibili sottovoce come fosse una preghiera, con una sola candela a farle luce.

### Sangue
Il mattino seguente vede diversi cadaveri mentre vengono trasportati via dal paese. Mentre ritorna a casa, la donna si reca nel bosco e trova alcuni funghi di cui si nutre, i quali però si scoprirà daranno terribili allucinazioni e la spingono verso la schizofrenia. In balia di tutto ciò, la donna si immerge completamente in uno stagno insieme alla sua bambina.

### Fuoco
Albrun si sveglia nella sua casa, mentre un serpente le striscia addosso. Ignorando l'animale, la donna si alza e inizia a dirigersi verso il teschio della madre da cui sente provenire alcune voci. Qui, scopre anche il cadavere di sua figlia e, immersa nell'orrore più profondo, lo cucina in un pentolone e se ne nutre. Subito dopo inizia a vomitare violentemente e ad essere scossa da terribili allucinazioni, in cui vede sua madre e percepisce l'intero ambiente circostante tremare, per questo scappa nel bosco. Dopo questa terribile notte, Albrun si sveglia alla mattina senza aver più alcuna energia e così pone fine alla sua vita dandosi fuoco.

## Produzione
Il regista ha prodotto e girato il film come prova finale per ottenere il diploma in cinema, aiutato in parte da soldi raccolti con un crowdfunding. Il regista ha affermato che l'ispirazione del film è derivata dallo studio delle antiche credenze folkloristiche austriache, secondo cui le streghe vivevano da sole all'interno di boschi: l'interesse sorto da queste letture si è focalizzato principalmente su quella che avrebbe potuto essere la reazione psicologica di una donna tacciata di stregoneria in questo contesto, elemento attorno a cui si sviluppa del resto il film.

## Curiosità
- All’inizio del film un viandante avvisa le nostre protagoniste di rientrare, perché stava iniziando a farsi buio e si richiava di incontrare la “Perchta“, una sorta di divinità alpina, che volendo associare ad una figura un po’ più familiare, potrebbe essere una sorta di Befana.
- Il film è diviso in quattro capitoli, rispettivamente: Ombre, Corno, Sangue, Fuoco. Tutti scritti con alfabeto runico: l'Fuþark antico[3]

## Distribuzione
Il film è stato proiettato per la prima volta durante il Fantastic Fest ad Austin il 22 settembre 2017, per poi continuare ad essere distribuito nel circuito dei festival per svariati mesi. Soltanto a partire dal maggio 2018 ha ricevuto una distribuzione capillare in Germania a livello cinematografico. Fuori dalla Germania il film ha avuto una distribuzione più limitata: in Italia ad esempio è arrivato soltanto per il mercato on demand.

## Accoglienza
Secondo l'aggregatore di recensioni Rotten Tomatoes, il film ha ricevuto un indice di apprezzamento del 95% e un voto di 7,76 su 10 sulla base di 22 recensioni. Secondo Metacritic, il film ha ricevuto invece un voto di 72 su 100 sulla base di 6 recensioni.